# Ian Browne
Ian Sterry „Joey” Browne (ur. 22 czerwca 1931 w Melbourne, zm. 24 czerwca 2023 tamże) – australijski kolarz torowy i szosowy, złoty medalista olimpijski.

## Kariera
Największy sukces w karierze Ian Browne osiągnął w 1956 roku, kiedy wspólnie z Tonym Marchantem zdobył złoty medal w wyścigu tandemów podczas igrzysk olimpijskich w Melbourne. W finałowym wyścigu Australijczycy pokonali reprezentantów Czechosłowacji: Ladislava Foučka i Václava Macheka. Był to jedyny medal wywalczony przez Browne'a na międzynarodowej imprezie tej rangi. W tej samej konkurencji wystartował również na rozgrywanych cztery lata później igrzyskach w Rzymie oraz igrzyskach w Tokio w 1964 roku, ale medalu nie zdobywał. W 1958 roku zwyciężył w wyścigu na 10 mil podczas igrzysk Imperium Brytyjskiego i Wspólnoty Brytyjskiej w Cardiff, a na igrzyskach Imperium Brytyjskiego i Wspólnoty Brytyjskiej w Perth w 1962 roku był trzeci w sprincie. Ponadto był między innymi trzeci w wyścigu Roubaix – Cassel – Roubaix w 1958 roku. Nigdy nie zdobył medalu na szosowych ani torowych mistrzostwach świata.